# Кашино (Оленинский район)
Кашино — деревня в Оленинском муниципальном округе Тверской области России. До 2019 года входила в состав Глазковского сельского поселения.

## География
Расположена в 23 километрах на северо-восток от посёлка Оленино.

## История
В конце XIX — начале XX века деревня входила в состав Лаптевской волости Ржевского уезда Тверской губернии. 
С 1929 года деревня являлась центром Кашинского сельсовета Оленинского района Ржевского округа Московской области, с 1935 года — в составе Калининской области, с 1994 года — центр Кашинского сельского округа, с 2005 года — в составе Глазковского сельского поселения, с 2019 года — в составе Оленинского муниципального округа.

## Население
| 1859 | 1883 | 1920 | 1997 | 2002 | 2010 |
| ---- | ---- | ---- | ---- | ---- | ---- |
| 78   | ↗123 | ↗160 | ↘15  | →15  | ↘11  |